# Jean Nizet
 (avril 2023).
Si vous disposez d'ouvrages ou d'articles de référence ou si vous connaissez des sites web de qualité traitant du thème abordé ici, merci de compléter l'article en donnant les références utiles à sa vérifiabilité et en les liant à la section « Notes et références ».
Jean Nizet, né le 23 janvier 1947, est un sociologue belge, professeur émérite à l'Université de Namur (UNamur) (Belgique) et à la Faculté ouverte de politique économique et sociale de l'Université catholique de Louvain (UCLouvain) (Belgique).

## Biographie
Il est docteur en sociologie et licencié en philosophie, 
Il a effectué des recherches dans les domaines : 
- de la sociologie des organisations;
- de la gestion des ressources humaines, en particulier le coaching;
- de la pédagogie des adultes;
- des relations humains-animaux.

Ses recherches actuelles portent sur :
- la production des animaux de compagnie (avec Denise Van Dam, Etienne Bourgeois, Thierry Marres)